# Hindustan Motors

Logo

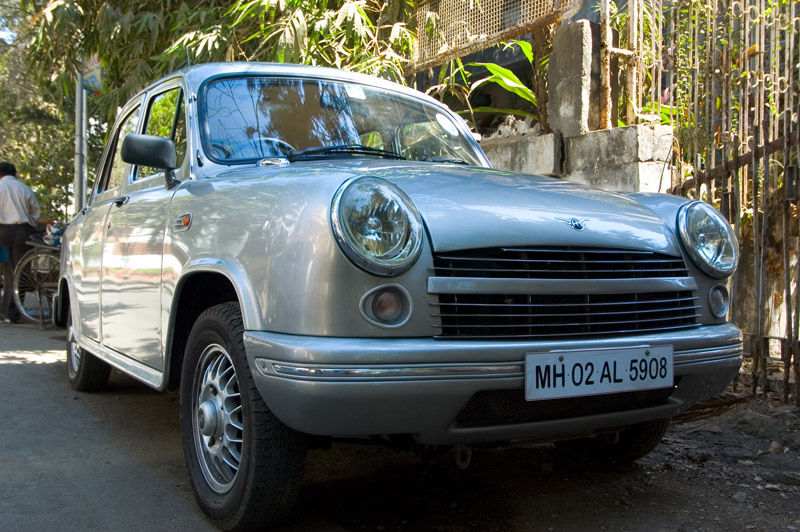
Hindustan Ambassador Avigo

Hindustan Motors ist einer der drei ältesten indischen Automobilhersteller.

## Geschichte
Das Unternehmen wurde 1942 von der indischen Industriellenfamilie Birla in Port Okha bei Gujarat gegründet. 1944 nahm man die Lizenzfertigung britischer Nutzfahrzeuge auf, wozu sich 1946 auch Morris-PKW gesellten. Da während des Zweiten Weltkriegs der Transportweg von Großbritannien nach Indien praktisch abgeschnitten war, gedieh die indische Wirtschaft in dieser Zeit. Nach der Unabhängigkeit Indiens und dem Ersten Indisch-Pakistanischen Krieg 1948 wurde die Produktion von Hindustan nach Uttarpara bei Kolkata in Westbengalen verlegt.
Als in Großbritannien 1959 das neue Modell des Morris Oxford eingeführt wurde, übernahm Hindustan die ältere Morris Oxford Series III von 1956. Dieses Modell wurde mit zahlreichen Modifikationen bis 2014 unter der Bezeichnung Hindustan Ambassador gebaut und findet nach wie vor als Taxi und als Behördenlimousine Verwendung. Im Mai 2014 wurde die Produktion eingestellt. Dank hoher Importzölle und der Beschränkungen ausländischer Investoren bis Ende der 1980er Jahre führte Hindustan lange Zeit die Verkaufszahlen mit diesem als unverwüstlich und solide geltenden Modell in Indien an.
Bis zuletzt verzichtete Hindustan beim Ambassador auf moderne Elektronik, doch wurden verschiedene Karosseriemodifikationen durchgeführt. In Großbritannien und Japan wurde eine Katalysator-Version angeboten. In Spitzenzeiten fertigten 11.000 Beschäftigte jährlich ca. 18.000 Ambassador mit bis zu fünf Motorvarianten (darunter auch Diesel-, Erdgas- und Flüssiggasversionen). In den letzten Jahren aber sank der Absatz rapide, unter anderem auch deswegen, weil die indische Regierung 2010 neue Umweltrichtlinien einführte. Der Ambassador genießt in Indien aber nach wie vor einen Kultstatus, vergleichbar mit dem Checker Taxi in den USA.
Hinzu kam ein weiteres britisches PKW-Modell, der Vauxhall Victor, das britische Pendant zum Opel Rekord D, dessen Produktion in Großbritannien 1978 eingestellt wurde. Es war in Indien als Hindustan Contessa mit einem Motor von Isuzu bestückt und wurde ebenfalls bis 2002 in Uttapara produziert. Außerdem wurde hier ein indisches Multi-Utility-Vehicle ähnlich dem Suzuki Samurai, in einer Pick-up-Variante als Hindustan Porter, als Jeep-Variante (Hindustan Pushpak oder Hindustan Trekker) gefertigt.
Außerdem wurde hier die Fertigung von LKW fortgesetzt. Heute baut Hindustan das Fahrgestell mit 112-PS-Dieselmotor und Antriebseinheit der Bedford-LKW als Hindustan T-480 FC. Diese Modelle werden auch nach Bangladesch, Ägypten, Neuseeland, Sri Lanka und Mauritius exportiert.
Zusammen mit dem Mitsubishi-Konzern errichtete Hindustan 1998 eine neue Fabrik in Tiruvallur bei Chennai im Bundesstaat Tamil Nadu. Dort werden der Mitsubishi Lancer und der Mitsubishi Pajero, ein Sport Utility Vehicle, gefertigt. Außerdem wird der Mitsubishi Cedia angeboten.
In Pithampur bei Indore im Bundesstaat Madhya Pradesh errichtete Hindustan ein weiteres Joint Venture mit der australischen OKA Motor Company zur Montage eines geländetauglichen Fahrzeugs, das mit einem Aufbau als Kleinbus, als Pritschenlastwagen oder als Krankenwagen geliefert wird.
In Hosur im Bundesstaat Tamil Nadu nahe Bengaluru werden schwere Baumaschinen hergestellt, die auch nach Oman, Jordanien, in den Irak, nach Bangladesch, Mauritius und Libyen exportiert werden.
2017 schloss PSA mit dem Mutterkonzern von Hindustan Motors, der CK Birla Group, Vereinbarungen, um in den indischen Markt einzutreten. Hierzu gehört auch der Kauf der Marke Ambassador.

## Modelle

### Aktuelle Modelle
- Mitsubishi Lancer
- Mitsubishi Lancer Cedia / Mitsubishi Cedia Sports
- Mitsubishi Montero
- Mitsubishi Pajero

### Inzwischen eingestellte Modelle
- Hindustan Ambassador (Grundmodell von 1956 bis 1999)
- Hindustan Ambassador Classic (Lizenzbau des Morris Oxford, Grundmodell ab 1999 bis 2014)
- Hindustan Ambassador Grand (ab 1999; überarbeitete Version des Ambassador)
- Hindustan Ambassador Avigo (2004–2010; überarbeitete Version des Ambassador)
- Hindustan Contessa  (1998–2002, überarbeitete Version des Contessa Classic)
- Hindustan Contessa Classic (1978–2002, Lizenzbau des Chevrolet Contessa Classic)
- Hindustan Winner (Kleinlastwagen)
- Hindustan Mascot T-480 FC (LKW)
- Hindustan Porter (ab 2004)
- Hindustan Pushpak (ab 2004)
- Hindustan RTV (LKW, Schulbus und Krankenwagen in Lizenzbau der australischen OKA Motor Company)
- Hindustan Trekker (ab 2004)

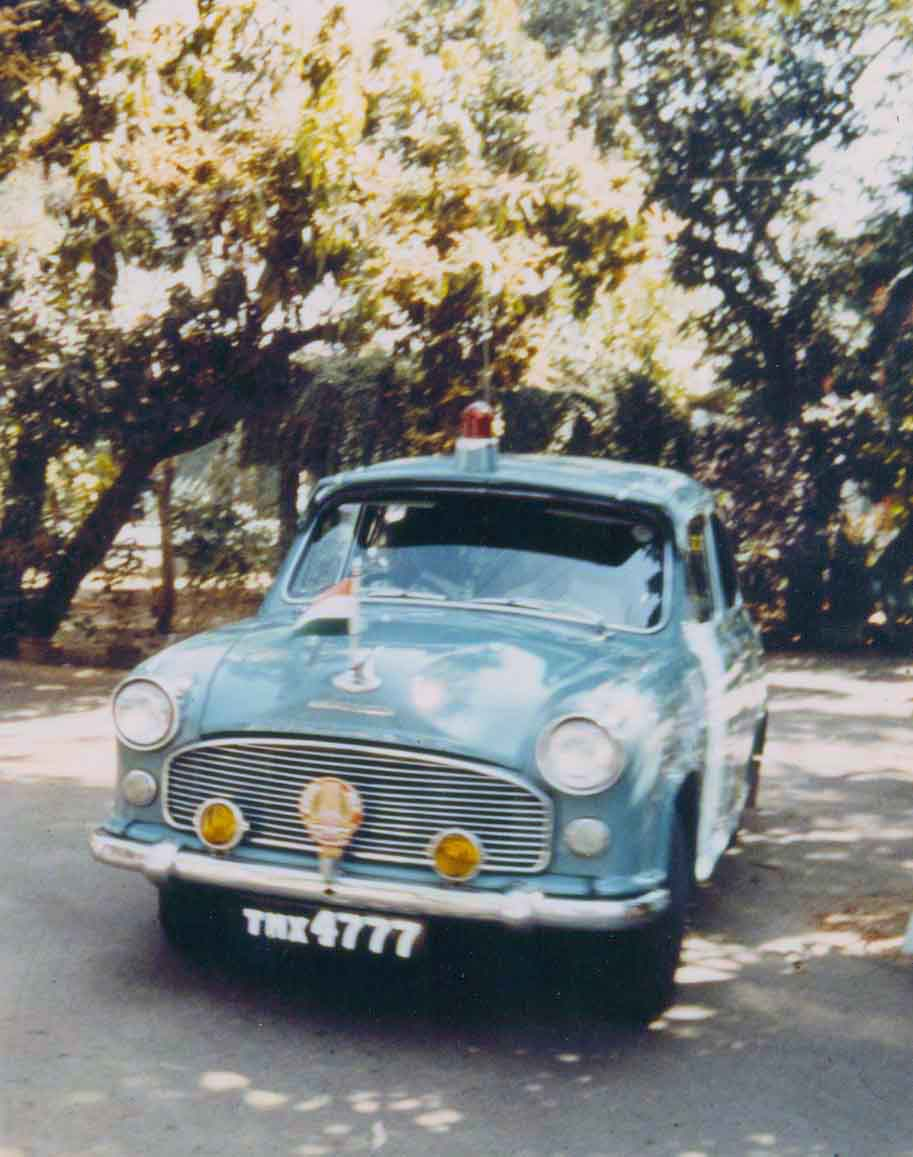
Hindustan Ambassador
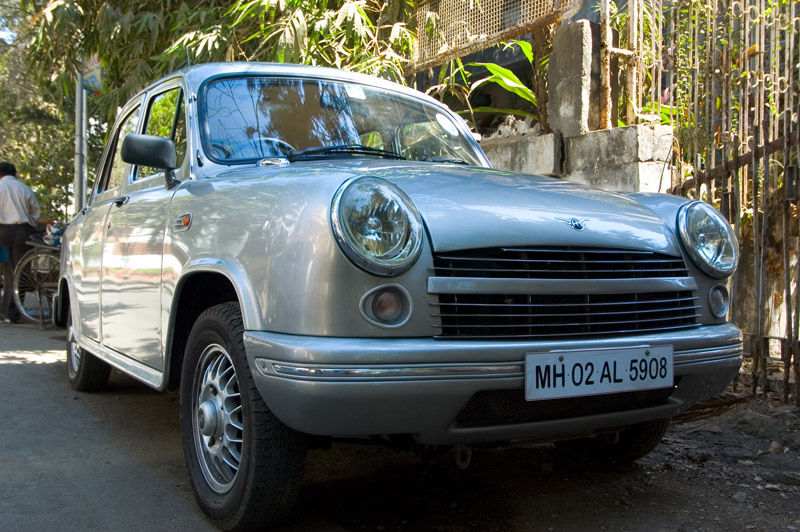
Hindustan Ambassador Avigo
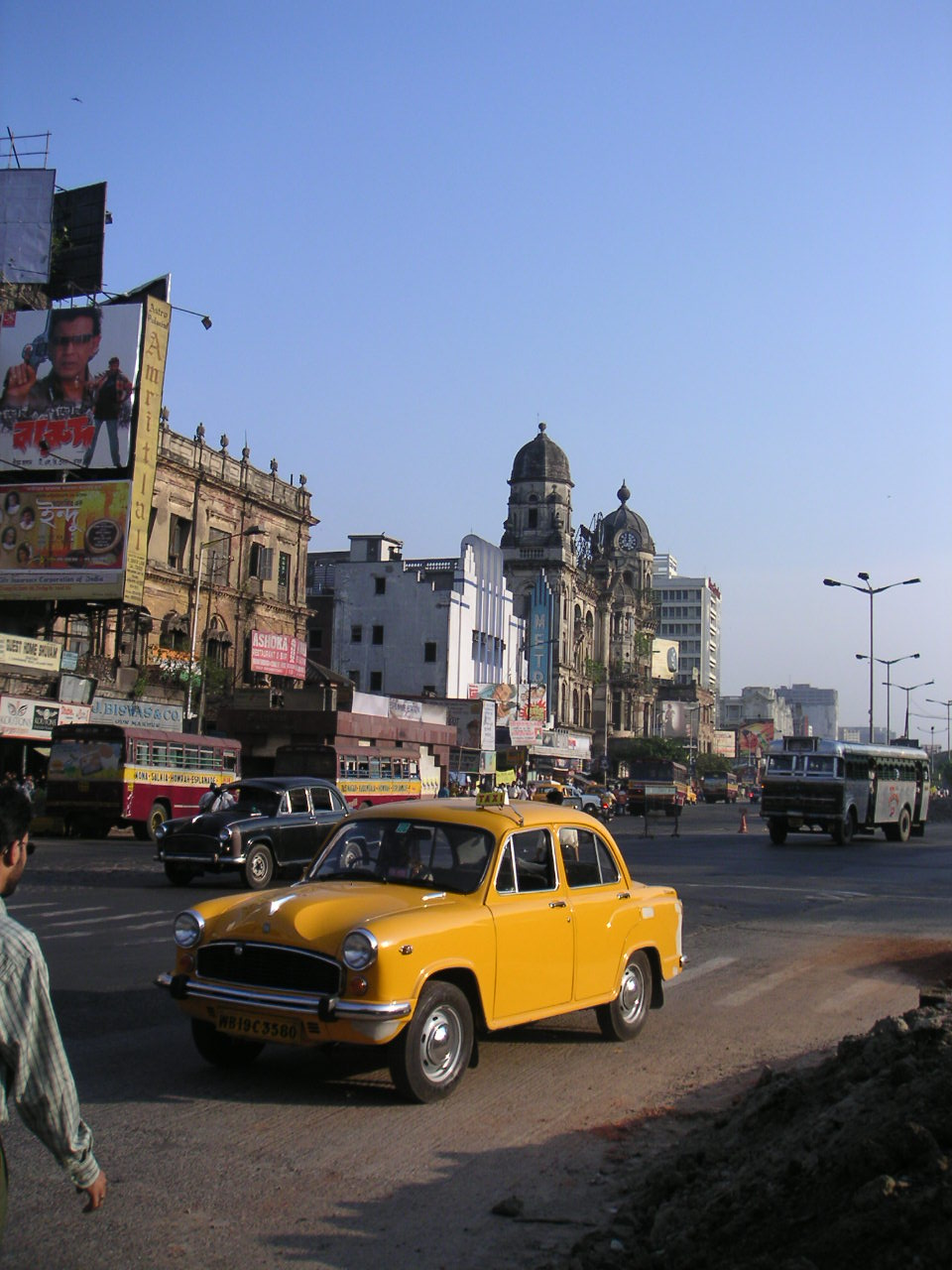
Hindustan Ambassador Classic
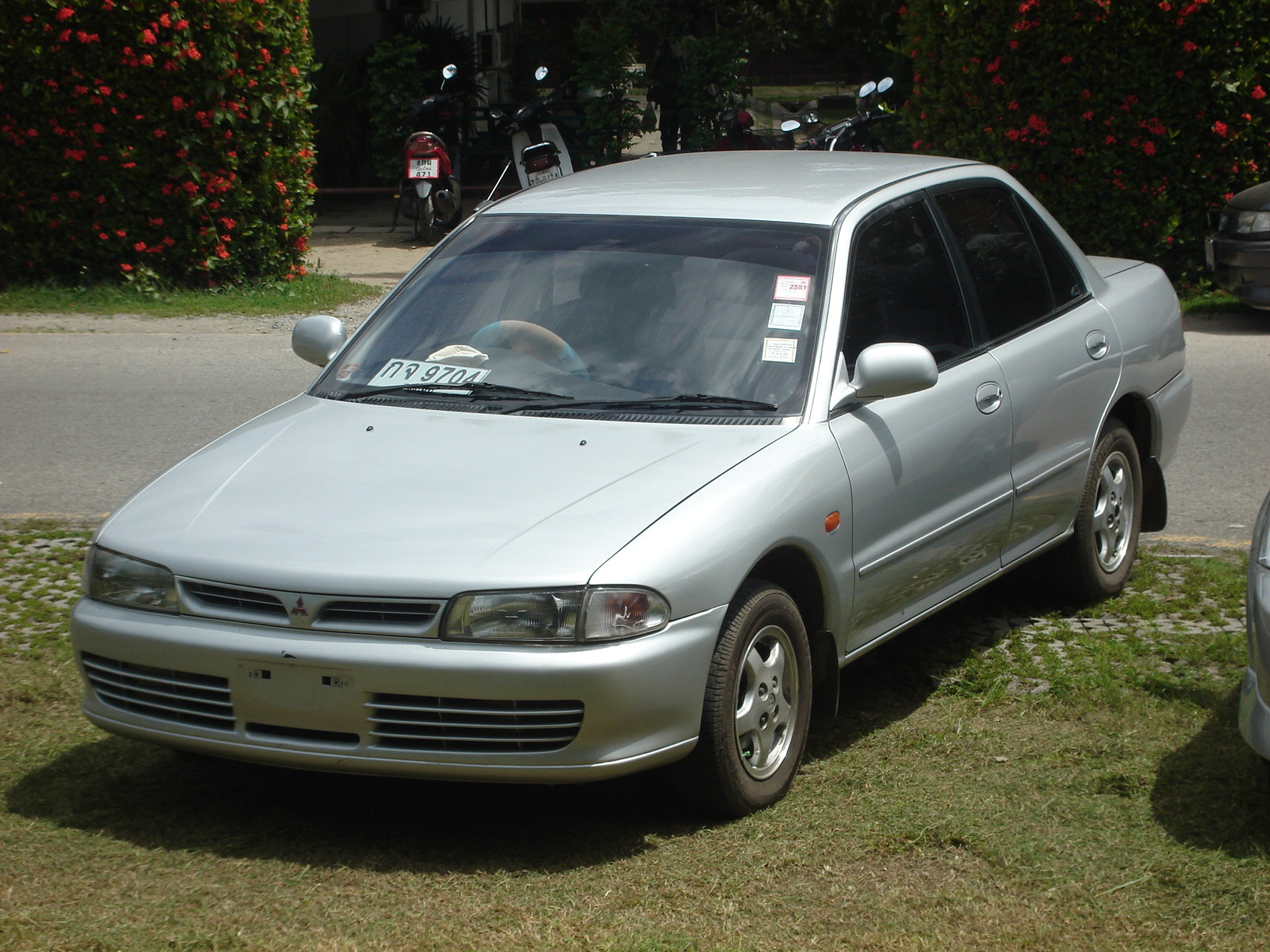
Mitsubishi Lancer
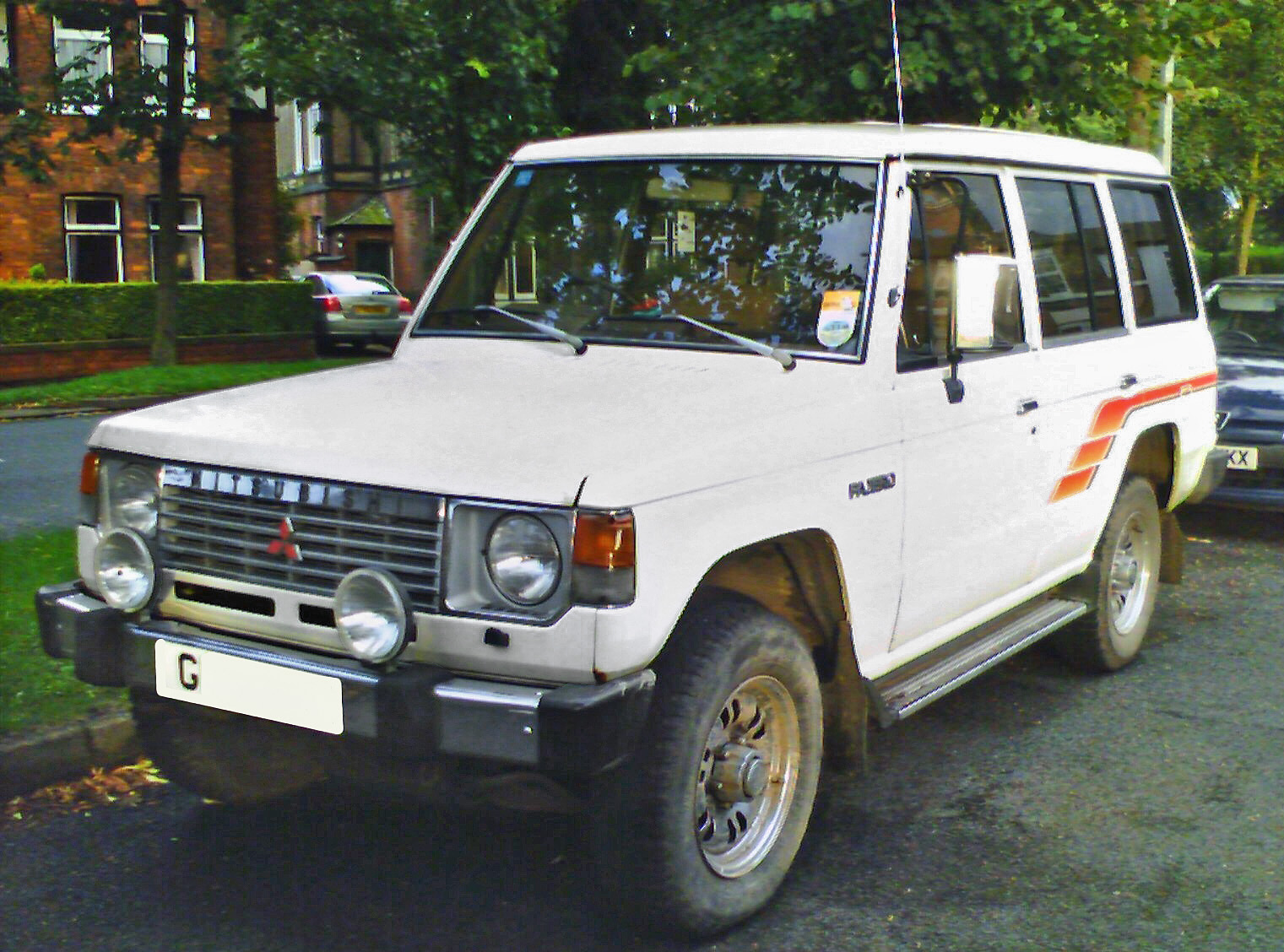
Mitsubishi Montero
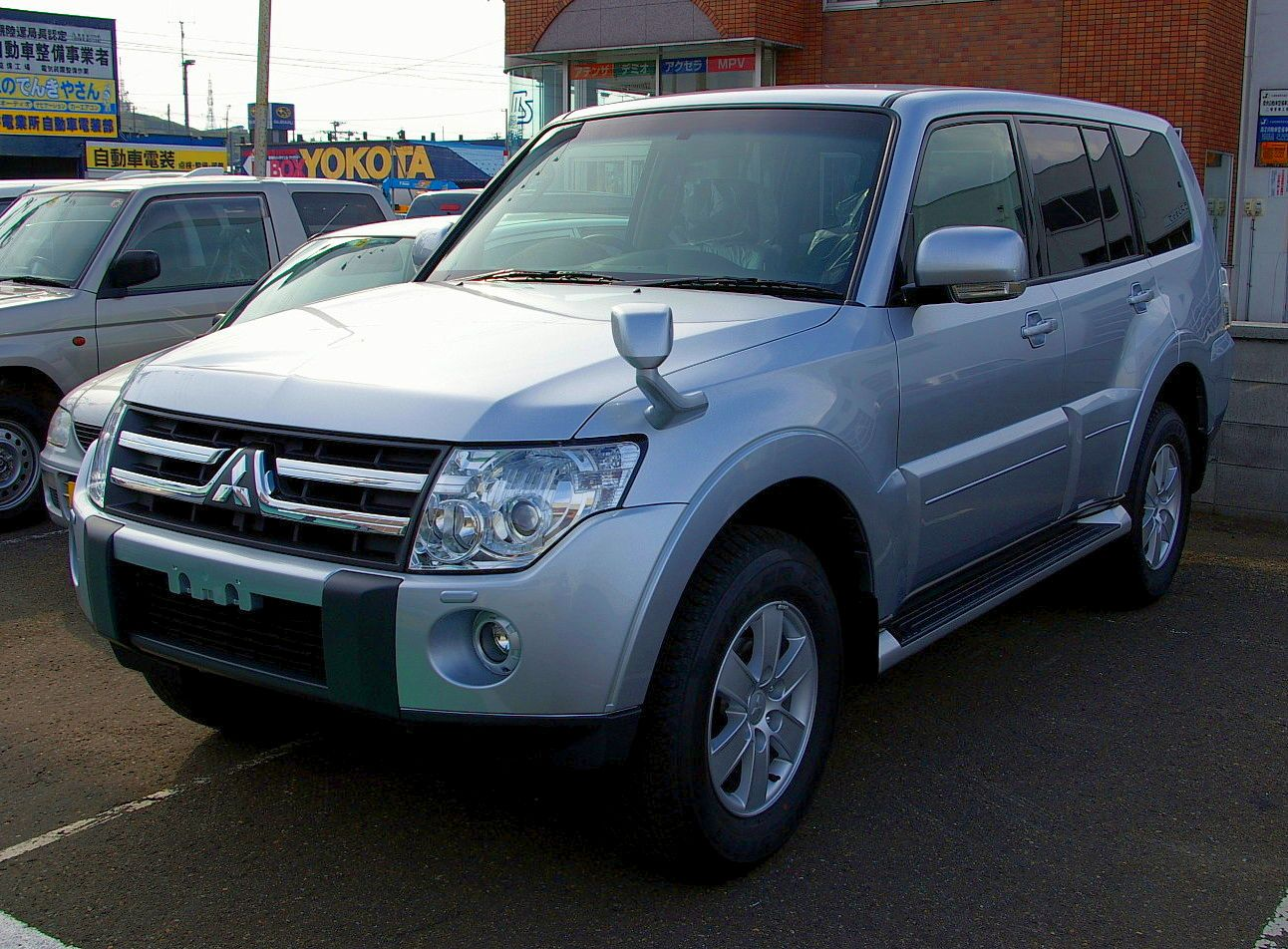
Mitsubishi Montero (aktuell)
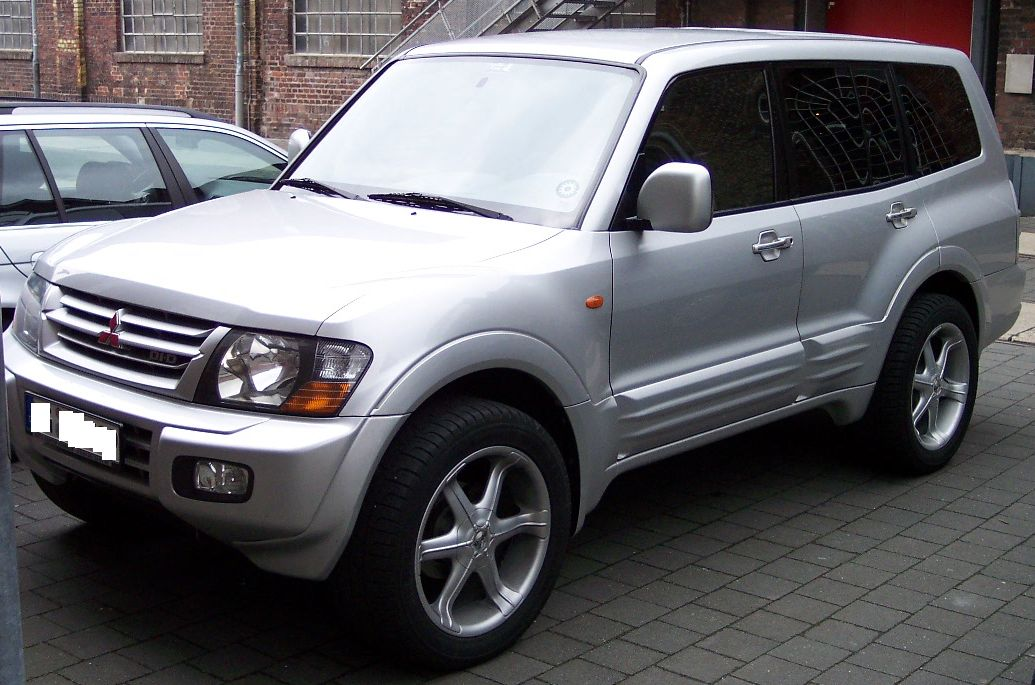
Mitsubishi Pajero